# Josep Escrig
Josep Escrig i Font (Segorbe, 1825 - Madrid, 1921) fue un abogado y político de la Comunidad Valenciana, España.

## Biografía
Se licenció en Derecho y formó parte del Partido Moderado durante el reinado de Isabel II, con el que fue elegido teniente de alcalde de Segorbe en 1852 y diputado provincial en 1852-1854. En 1854 fue elegido alcalde de Segorbe, pero fue depuesto durante la revolución de 1854 y después del Bienio Progresista recuperó el cargo, que ocupó hasta 1858. Fue elegido diputado a Cortes por Segorbe en 1858, y diputado provincial de nuevo en 1858-1860.
En 1863, 1864 y 1867 fue nuevamente diputado a Cortes españolas, por Segorbe y Liria, concejal de Segorbe y alcalde interino, cargo que dejó en octubre de 1864 cuando fue nombrado alcalde-corregidor de Valencia. Fue nombrado gobernador civil de la provincia de Castellón de marzo a mayo de 1865 y de julio de 1866 a septiembre de 1868 durante el gobierno de la Unión Liberal de Leopoldo O'Donnell. Fue depuesto con el estallido de la revolución de 1868. 
Tras la Restauración borbónica se vinculó a los círculos liberales y fue elegido diputado por el distrito electoral de Segorbe en las elecciones generales de 1876 y 1881. En enero de 1883 renunció a su escaño cuando fue nombrado gobernador civil de la provincia de Valencia. Durante la década de 1890 fue uno de los principales dirigentes del caciquismo liberal castellonense dirigido por Juan Navarro Reverter.